# C'è qui qualcosa che ti riguarda
C'è qui qualcosa che ti riguarda è il quinto album della cantautrice italiana Patrizia Laquidara. Pubblicato nel 2018, dall'etichetta Believe, comprende 14 brani inediti.

## Descrizione
Si tratta di un'opera indipendente, autoprodotta e finanziata, in parte, attraverso una raccolta di fondi tramite crowdfunding; la produzione artistica  e gli arrangiamenti sono affidati ad Alfonso Santimone che, oltre a collaborare alla scrittura di alcuni brani, mescola il sound più rock di Sopravvissuti al blues di Preziosa e introduce i suoni più elettronici di Nordestereofonico senza far mancare le sonorità più tipicamente brasiliane care alla Laquidara. I brani affrontano temi legati alla femminilità (come la violenza sulle donne o la loro rinascita come ne Il cigno), alle migrazioni e alla trasformazione (con il brano che dà il titolo a tutto l'album).
Il primo singolo estratto è Marciapiedi al quale seguono Sopravvissuti, Amanti di passaggio e Acciaio, tutti accompagnati dai relativi videoclip.
Il disco ha fatto parte della cinquina finalista della Targa Tenco 2019 nella categoria Miglior Album.

## Tracce
1. C'è qui qualcosa - 0:47 - (Patrizia Laquidara)
2. Marciapiedi - 3:36 - (Patrizia Laquidara)
3. Sopravvissuti	- 3:52 - (Patrizia Laquidara)
4. Bello Mondo (Ti ho vista ieri) - 4:40 - (Patrizia Laquidara)
5. Amanti di passaggio - 2:52 - (Tony Canto)
6. Acciaio - 2:41 - (Patrizia Laquidara, Alfonso Santimone)
7. Preziosa - 4:52 - (Patrizia Laquidara, Luca Gemma)
8. Il cigno (The Great Woman) - 4:48 - (Patrizia Laquidara)
9. C'è qui qualcosa che ti riguarda - 3:38 - (Patrizia Laquidara, Alfonso Santimone)
10. Nordestereofonico - 4:09 - (Patrizia Laquidara, Alfonso Santimone)
11. L'altra parte dell’altra - 0:35 - (Patrizia Laquidara, Alfonso Santimone)
12. Pesci muti - 3:55 - (Patrizia Laquidara, Alfonso Santimone)
13. La luna - 4:03 - (Davide Garattoni)
14. Il resto di tutto - 3:58 - (Joe Barbieri)

## Formazione
- Patrizia Laquidara - voce, cori, voci bimbi
- Alfonso Santimone - pianoforte, elettronica, percussioni, cori
- Daniele Santimone - chitarra classica, chitarra acustica, chitarra elettrica
- Stefano Dallaporta - basso elettrico, basso acustico, contrabbasso
- Nelide Bandello - batteria, percussioni
- Piero Bittolo Bon - clarinetto, flauto
- Alberto Prandina - corno francese
- Michele Tedesco - tromba, flicorno
- Federico Pierantoni - trombone
- Glauco Benedetti - tuba, bombardino
- Ilaria Fantin - liuto
- Enrico Terragnoli - banjo
- Elena Nicoletti - violino
- Sofia di Mambro - violino
- Davide Cattazzo - viola
- Davide Pilastro - violoncello